# Escuela de Arte Casa de las Torres
La Escuela de Arte Casa de las Torres es un centro educativo público dedicado a la enseñanza de las artes plásticas, el diseño y la artesanía. La escuela da vida y disfruta los espacios del palacio renacentista denominado Casa de las Torres de la ciudad española de Úbeda. En sus aulas se ha impartido docencia sobre algunos de los oficios artísticos característicos de esta ciudad patrimonio de la humanidad.

## Historia
La Escuela se fundó en 1927 y desde entonces viene formando artistas, artesanos y profesionales de las diferentes especialidades de la creación plástica. Los primeros planes de estudio son de 1910. Desde entonces vienen impartiéndose enseñanzas de carácter y titulación oficial, que se han ido renovando para adaptarse siempre a cada época y a las necesidades de las diferentes profesiones artísticas.
En 1963 la normativa nacional condujo a una regularización de los estudios que fomentaba la realización de cursos completos, en lugar de asignaturas sueltas, procurando dar más valor a la formación y al correspondiente título, según la exposición de motivos del Decreto 2127/1963. En este periodo, la estructura de los estudios constaba de tres años de Estudios Comunes y dos años más dedicados a la Especialidad que eligiera el alumno. La estructura se complementaba con Cursos Especiales de Formación Artística Acelerada.
A partir de la implantación de la LOGSE en 1990 los estudios anteriores se sustituyeron por Ciclos Formativos de Grado Medio de Artes Plásticas y Diseño, Ciclos Formativos de Grado Superior de Artes Plásticas y Diseño y Bachillerato de Artes, contando cada uno de ellos con dos años de duración.
El centro educativo artístico tuvo su primera sede en el antiguo Paseo del Mercado, denominado ahora plaza del Primero de Mayo, en el edificio renacentista que contenía las Casas Consistoriales. A finales de los años 60 del siglo XX, la Casa de las Torres, sita en la plaza de San Lorenzo, fue rehabilitada y ampliada para albergar la Escuela. Debe destacarse la interacción de la institución educativa con el patrimonio urbano, monumental, histórico y artístico de la ciudad, que es Patrimonio de la Humanidad. Ello supone un ambiente propicio para el estudio de las artes, para la educación de la sensibilidad plástica y para la valoración del propio marco de la Escuela en el contexto de la ciudad de Úbeda.

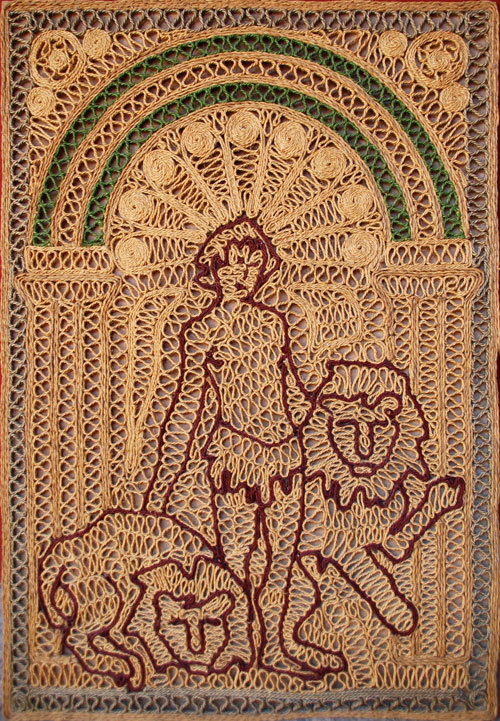
Trabajo del taller de Espartería Escuela de Arte Casa de las Torres

Otro elemento que vincula la Escuela de Arte Casa de las Torres con su singular entorno son algunas de las especialidades artísticas que se han impartido. La espartería, la cerámica y la ebanistería artísticas son oficios que se encuentran muy arraigados, aún hoy, en el tejido artesanal que caracteriza la ciudad. De todos ellos, el único que sigue impartiéndose hoy es la ebanistería artística, lográndose trabajos de alumnos que siguen la tradición del mueble renacentista por ejemplo el Bargueño y la realización de técnicas de origen hispanomusulmán como la Taracea.
Como parte de su historia, citaremos los principales profesores-artistas de renombrado prestigio que han impartido docencia en la Escuela.
Cristóbal Ruiz Pulido fue un artista capital en los años 20 y 30 del siglo XX. Nació en Villacarrillo, Jaén. Y comenzó a ser profesor de la Escuela hacia el año 1927. Discípulo de Daniel Vázquez Díaz, representó junto con este pintor la "renovación pedagógica y en las artes plásticas". Su recuerdo permanece vivo en los cuadros que dejó en su antigua Escuela de Úbeda, y son estos dibujos y pinturas suyas que cuelgan ahora en la Sala de Profesores, que representan sin duda su aire renovador en una época triste y difícil a causa de la guerra civil.

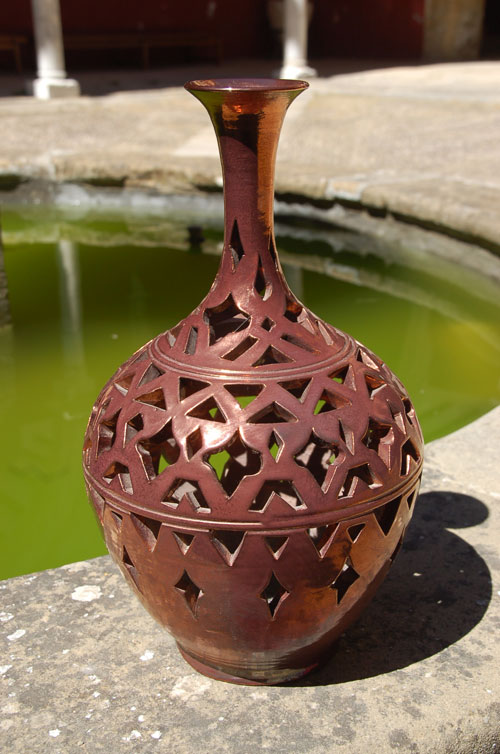
Trabajo del taller de Alfarería Escuela de Arte Casa de las Torres

Lo mismo podemos decir de tantos profesionales que han formado parte de una historia más reciente de esta Escuela como la señera figura del humanista, intelectual, y profesor de Historia del Arte Juan Pascuau. En la biblioteca del Centro se conserva su conferencia para la apertura del curso 1973-74: "Las Bellas Artes a la busca del hombre perdido". En la que reflexiona, como gran pensador que fue, sobre el humanismo en las artes, y en las enseñanzas artísticas. Ha pasado a la historia como profesor de esta Escuela y como hombre ilustre de Úbeda.
Cabe destacar la visita del Premio Príncipe de Asturias de las Letras, Antonio Muñoz Molina, en enero de 2015, con motivo de la Exposición Final de Curso que se dedicó a su figura y obra, en la que aparecen retratados la Casa de las Torres y el barrio de San Lorenzo, que es su barrio natal. En el libro de honor de la Escuela dejó la siguiente inscripción: "Hoy en día es mucho más difícil ser un buen Artesano que un artista. Por eso me gustan las escuelas de Artes y Oficios"
En definitiva el Centro, de fuerte vinculación con el patrimonio artístico, artesanal y monumental de la ciudad, recoge la tradición de las antiguas Escuelas de Artes y Oficios a la vez que se actualiza para impartir estudios de Bachillerato de Artes y Ciclos Formativos en las diferentes especialidades. Ello ha supuesto la adaptación a unos tiempos en los que cobran importancia disciplinas como el diseño, la moda, la publicidad, los medios de comunicación de masas, los nuevos medios de expresión gráfica, etc. ofreciéndose al alumnado el conocimiento de nuevos medios de expresión artística y la formación para nuevas profesiones.

## Especialidades artísticas
En la siguiente tabla se reflejan los títulos de los cuales se tiene constancia que han sido efectivamente impartidos en la Escuela. Existen tres grandes períodos: entre 1927 y 1963 del cual no se tienen datos fiables, entre 1963 y 1990 regulados por el "plan 63" [5] y a partir de 1990 que derivan de la LOGSE y sus sucesivas reformas.
| Título                                                           | Vigencia | Sección(S)/Familia Profesional(FP)                 | Normativa                |
| ---------------------------------------------------------------- | -------- | -------------------------------------------------- | ------------------------ |
| Graduado en Artes Aplicadas. Especialidad Ebanistería            | No       | S Talleres de Artes Aplicadas y Oficios Artísticos | Decreto 2127/1936        |
| Graduado en Artes Aplicadas. Especialidad Cerámica               | No       | S Talleres de Artes Aplicadas y Oficios Artísticos | Decreto 2127/1936        |
| Graduado en Artes Aplicadas. Especialidad Corte y Confección     | No       | S Talleres de Artes Aplicadas y Oficios Artísticos | Decreto 2127/1936        |
| Graduado en Artes Aplicadas. Especialidad Espartería             | No       | S Talleres de Artes Aplicadas y Oficios Artísticos | Decreto 2127/1936        |
| Graduado en Artes Aplicadas. Especialidad Dibujo Publicitario    | No       | S Decoración y Arte Publicitario                   | Decreto 2127/1936        |
| Graduado en Artes Aplicadas. Especialidad Decoración             | No       | S Decoración y Arte Publicitario                   | Decreto 2127/1936        |
| Graduado en Artes Aplicadas. Especialidad Carteles               | No       | S Decoración y Arte Publicitario                   | Decreto 2127/1936        |
| Graduado en Artes Aplicadas. Especialidad Delineación Artística  | No       | S Diseño, Delineación y Trazado Artístico          | Decreto 2127/1936        |
| Graduado en Artes Aplicadas. Especialidad Grabado                | No       | S Artes Aplicadas al Libro                         | Decreto 2127/1936        |
| Técnico Auxiliar en Alfarería                                    | No       | FP Cerámica Artística                              | D 184/97, 15 de julio    |
| Técnico Auxiliar en Espartería Artística                         | No       | FP Textiles Artísticos                             | D 42/2001, 20 de febrero |
| Técnico Auxiliar en Ebanistería Artística                        | No       | FP Artes Aplicadas a la Escultura                  | D 187/1997, 15 de julio  |
| Técnico Superior en Proyectos y Dirección de Obras de Decoración | Sí       | FP Diseño de Interiores                            | D 182/1997, 15 de julio  |
| Técnico Superior en Grabado y Técnicas de Estampación            | Sí       | FP Artes Aplicadas al Libro                        | D 4/1998, 27 de enero    |
| Técnico Superior en Ebanistería Artística                        | Sí       | FP Artes Aplicadas a la Escultura                  | RD 219/2015, 20 de marzo |
| Bachillerato. Especialidad de Artes                              | Sí       | Opción: Artes Plásticas y Diseño                   | RD 1105/2014, 26 dici.   |